# ワールドラグビーアワード
ワールドラグビーアワード（World Rugby Awards）はラグビーの国際的な運営組織であるワールドラグビーが2001年から年に一度発表している賞。ワールドラグビーのほか、国際ラグビー選手会（IRPA: International Rugby Players' Association）によるトライ・オブ・ザ・イヤーと特別功労賞もワールドラグビーアワード内の部門として発表し、授与される。

## 概要
例年、11月下旬に発表する。
ワールドラグビーが定めるパネル（審査員）による選考のほか、国際ラグビー選手会が選考に関わる賞が3部門ある。ファン投票が加わる賞として、「トライ・オブ・ザ・イヤー」2部門がある。
ワールドラグビー殿堂は、このアワードには含まれない。
2024年は、以下の14部門が設けられている。前年2023年まであった2つの賞（レフリー賞、バーノン・ピュー賞）がなくなり、新たにセブンズのドリームチーム・オブ・ザ・イヤー2部門（男子・女子）が新設された。2024年現在、セブンズの賞にはHSBCホールディングスが特別協賛している。
以下は、2024年の概要。

### 候補者が事前に発表される賞
8部門。審査員によって選抜された候補者が数名発表され、その後、規定の投票を経て、受賞者が1名ずつ決まる賞。
| 賞                                             | 開設年 | 対象（2024年現在） | 備考 |
| ---------------------------------------------- | ------ | --- | ---- |
| ワールドラグビー男子15人制年間最優秀選手賞     | 2001年 | 1年以上、国際試合をプレーしている選手が対象。国際テストマッチの成績に基づいて評価する。クラブラグビーでのプレーは対象外。                          |      |
| ワールドラグビー女子15人制年間最優秀選手賞     | 2001年 | 1年以上、国際試合をプレーしている選手が対象。国際テストマッチの成績に基づいて評価する。クラブラグビーでのプレーは対象外。                          |      |
| ワールドラグビー男子15人制年間最優秀新人賞     | 2015年 | 国際試合でのプレーが1年以内の選手が対象。国際テストマッチの成績に基づいて評価する。クラブラグビーでのプレーは対象外。                              |      |
| ワールドラグビー女子15人制年間最優秀新人賞     | 2022年 | 国際試合でのプレーが1年以内の選手が対象。国際テストマッチの成績に基づいて評価する。クラブラグビーでのプレーは対象外。                              |      |
| 国際ラグビー選手会男子トライ・オブ・ザ・イヤー | 2007年 | 国際テストマッチで記録されたトライを対象とする。クラブラグビーのトライは対象外。国際ラグビー選手会がノミネートした候補者から、ファン投票で決まる。 |      |
| 国際ラグビー選手会女子トライ・オブ・ザ・イヤー | 2021年 | 国際テストマッチで記録されたトライを対象とする。クラブラグビーのトライは対象外。国際ラグビー選手会がノミネートした候補者から、ファン投票で決まる。 |      |
| ワールドラグビー男子セブンズ年間最優秀選手賞   | 2004年 | HSBC SVNS 2024および2024年パリオリンピックに参加したセブンズ選手全員が対象。                                                                       |      |
| ワールドラグビー女子セブンズ年間最優秀選手賞   | 2013年 | HSBC SVNS 2024および2024年パリオリンピックに参加したセブンズ選手全員が対象。                                                                       |      |

### 当日に発表される賞
6部門。上記の受賞者と共に、審査員によって決定した受賞者が発表される。
| 賞                                                             | 開設年 | 対象（2024年現在）                                                                                                   | 備考 |
| -------------------------------------------------------------- | ------ | --- | ---- |
| ワールドラグビー年間最優秀コーチ賞                             | 2001年 | 男子、女子、7人制および15人制のすべての国際チームのコーチが対象。                                                    |      |
| 国際ラグビー選手会特別功労賞                                   | 2007年 | フィールド内外でプロの試合に多大な貢献をした選手に、他の選手から贈られる形式の賞。国際ラグビー選手会が選出する。     |      |
| ワールドラグビー男子15人制・ドリームチーム・オブ・ザ・イヤー   | 2021年 | 国際テストマッチに出場した選手が対象。国際テストマッチの成績に基づいて評価される、クラブラグビーでのプレーは対象外。 |      |
| ワールドラグビー女子15人制・ドリームチーム・オブ・ザ・イヤー   | 2021年 | 国際テストマッチに出場した選手が対象。国際テストマッチの成績に基づいて評価される、クラブラグビーでのプレーは対象外。 |      |
| ワールドラグビー男子セブンズ・ドリームチーム・オブ・ザ・イヤー | 2024年 | HSBC SVNS 2024および2024年パリオリンピックに参加したセブンズ選手全員が対象。                                         |      |
| ワールドラグビー女子セブンズ・ドリームチーム・オブ・ザ・イヤー | 2024年 | HSBC SVNS 2024および2024年パリオリンピックに参加したセブンズ選手全員が対象。                                         |      |

### かつて設置されていた賞
- ワールドラグビー最優秀レフリー賞 - 2001年から2023年まで。
- 功労賞（バーノン・ピュー賞）- 国際ラグビー評議会（IRB、現ワールドラグビー）元会長のバーノン・ピュー（Vernon Pugh）にちなむ。2004年から2023年まで。

## 2001
- IRB年間最優秀選手賞: キース・ウッド  アイルランド
- IRB年間最優秀チーム賞:  オーストラリア
- IRB年間最優秀監督賞: ロッド・マックイーン  オーストラリア
- IRB年間最優秀ヤング選手賞: ギャビン・ヘンソン  ウェールズ
- IRB女子年間最優秀選手賞: シェリー・ラエ  イングランド
- IRB年間最優秀レフリー賞: エド・モリソン  イングランド
- IRBスピリットアワード: ティム・グランディジ  インド
- IRB優秀サービスアワード: トム・キーナン  アイルランド
- IRBディベロップメントアワード: ジョージ・ブラスクラス  ウルグアイ
- IRBチェアマンアワード: キャス・マックリーン、サーテリー・マックリーン、アルバート・フィラッセ、ジョン・イールズ

## 2002
- IRB年間最優秀選手賞: ファビアン・ガルティエ  フランス
- IRB年間最優秀チーム賞:  フランス
- IRB年間最優秀監督賞: ベルナール・ラポルト  フランス
- IRB年間最優秀U19選手賞: ルーク・マカリスター  ニュージーランド
- IRB年間最優秀U21選手賞: パット・バーナード  南アフリカ共和国
- IRB年間最優秀セブンズチーム賞:  ニュージーランド
- IRB女子年間最優秀選手賞: モニーク・ヒロヴァナ  ニュージーランド
- IRB年間最優秀レフリー賞: コリン・ホーク  ニュージーランド
- IRB優秀サービスアワード: アラン・ホジー  スコットランド
- IRBスピリットアワード: オールドクリスチャンズクラブ  ウルグアイ
- IRBディベロップメントアワード: ジョン・ブロードフット  イングランド
- IRBチェアマンアワード: ビル・マクレーン、ジョージ・ピッポズ

## 2003
- IRB年間最優秀選手賞: ジョニー・ウィルキンソン  イングランド
- IRB年間最優秀チーム賞:  イングランド
- IRB年間最優秀監督賞: サー・クライブ・ウッドワード  イングランド
- IRB年間最優秀U19選手賞: ジャン＝バティスト・パトラス  フランス
- IRB年間最優秀U21選手賞: ベン・アティガ  ニュージーランド
- IRB年間最優秀セブンズチーム賞:  ニュージーランド
- IRBスピリットアワード: マイケル&リンダ・コリンソン  エスワティニ
- IRB優秀サービスアワード: ボブ・スチュアート  オーストラリア
- IRB年間最優秀レフリー賞: デレック・ベヴァン  ウェールズ
- IRB女子年間最優秀人物賞: キャシー・フローレス  アメリカ合衆国
- IRBディベロップメントアワード: タン・テェアニー、フィリップ・モンニン
- IRBチェアマンアワード: ヴァーノン・ピュー  ウェールズ

## 2004
- IRB年間最優秀選手賞: スカルク・バーガー  南アフリカ共和国
- IRB年間最優秀チーム賞:  南アフリカ共和国
- IRB年間最優秀監督賞: ジェイク・ホワイト  南アフリカ共和国
- IRB年間最優秀U19選手賞: ジェレミー・スラッシュ  ニュージーランド
- IRB年間最優秀U21選手賞: ジェローム・カイノ  ニュージーランド
- IRB年間最優秀セブンズチーム賞:  ニュージーランド
- IRBセブンズ最優秀選手賞: シモン・アモール  イングランド
- IRBスピリットアワード: ジャーロッド・カニンガム  ニュージーランド
- 功労賞（バーノン・ピュー賞）:  ロニー・ダウソン  アイルランド
- IRB年間最優秀レフリー賞: ジム・フレミング  スコットランド
- IRB女子年間最優秀人物賞: ドンナ・ケネディ  スコットランド
- IRBディベロップメントアワード: ゲーデル・ヌジャイ  セネガル
- IRBチェアマンアワード: マルセル・マルティン  フランス

## 2005
- IRB年間最優秀選手賞: ダン・カーター  ニュージーランド
- IRB年間最優秀チーム賞:  ニュージーランド
- IRB年間最優秀監督賞: グラハム・ヘンリー  ニュージーランド
- IRB年間最優秀U19選手賞: イサイア・トエアヴァ  ニュージーランド
- IRB年間最優秀U21選手賞: タタフ・ポロタナウ  オーストラリア
- IRB年間最優秀セブンズチーム賞:  フィジー
- IRBセブンズ最優秀選手賞: オレニ・アイイ  ニュージーランド
- IRBスピリットアワード: ジャン・ピエール・リーブ  フランス
- 功労賞（バーノン・ピュー賞）:  ペーター・クリトル  オーストラリア
- IRB年間最優秀レフリー賞: パディ・オブライアン  ニュージーランド
- IRB女子年間最優秀人物賞: ファラ・パーマー  ニュージーランド
- IRBディベロップメントアワード: ロバート・アントニン  フランス
- IRBチェアマンアワード: サー・タスカー・ワトキンス  ウェールズ

## 2006
- IRB年間最優秀選手賞: リッチー・マコウ  ニュージーランド
- IRB年間最優秀チーム賞:  ニュージーランド
- IRB年間最優秀監督賞: グラハム・ヘンリー  ニュージーランド
- IRB年間最優秀U19選手賞: ジョシュ・ホームズ  オーストラリア
- IRB年間最優秀U21選手賞: リオネル・ボクシス  フランス
- IRB年間最優秀セブンズチーム賞:  フィジー
- IRBセブンズ最優秀選手賞: ウール・マイ  サモア
- IRBスピリットアワード: ポーリー・ミラー
- 功労賞（バーノン・ピュー賞）:  ブライアン・ロチョレ  ニュージーランド
- IRB年間最優秀レフリー賞: ピーター・マーシャル  オーストラリア
- IRB女子年間最優秀人物賞: マーガレット・アルフォンシ  イングランド
- IRBディベロップメントアワード: マイク・ルーク  カナダ
- IRBラグビー殿堂: ウィリアム・ウェッブ・エリス  イングランド

## 2007
- IRB年間最優秀選手賞: ブライアン・ハバナ  南アフリカ共和国
- IRB年間最優秀チーム賞:  南アフリカ共和国
- IRB年間最優秀監督賞: ジェイク・ホワイト  南アフリカ共和国
- IRB年間最優秀U19選手賞: ロビー・フルーエン  ニュージーランド
- IRBセブンズ最優秀選手賞: アフェレク・ペレニーズ  ニュージーランド
- IRB年間最優秀セブンズチーム賞:  ニュージーランド
- IRB女子年間最優秀人物賞: サラ・コリガン(レフリー)  オーストラリア
- IRB年間最優秀レフリー賞: ディック・バイヤーズ  オーストラリア
- 功労賞（バーノン・ピュー賞）:  ジョセ・マリア・エパルサ  スペイン
- ラグビースピリットアワード: ニコラス・プエタ  アルゼンチン
- 国際ラグビー選手会年間ベストトライ賞: タクズワ・ングウェニア  アメリカ合衆国
- 国際ラグビー選手会特別功労賞: ファビアン・ペルーズ  フランス
- IRBディベロップメントアワード: ジャコブ・トンプソン  ジャマイカ
- IRBラグビー殿堂: 
  - ピエール・ド・クーベルタン  フランス
  - ウィルソン・ワイナレィ  ニュージーランド　
  - ダニー・クレイヴァン  南アフリカ
  - ガレス・エドワーズ  ウェールズ　
  - ジョン・イールズ  オーストラリア

## 2008
- IRB年間最優秀選手賞: シェーン・ウィリアムス  ウェールズ
- IRB年間最優秀チーム賞:  ニュージーランド
- IRB年間最優秀監督賞: グラハム・ヘンリー  ニュージーランド
- IRB最優秀ジュニア選手賞: ルーク・ブレイズ  ニュージーランド
- IRBセブンズ最優秀選手賞: DJ・フォーブス  ニュージーランド
- ラグビースピリットアワード: ローリエン・ミューラー、パトリック・コッター
- IRB年間最優秀レフリー賞: アンドレ・ワットソン  南アフリカ共和国
- IRB女子年間最優秀人物賞: キャロル・イシャウッド  イングランド
- 国際ラグビー選手会特別功労賞: アガスティン・ピチョット  アルゼンチン
- IRBディベロップメントアワード: タグラグビーディベロップメントアワードトラスト、マーティン・ハンズフォード  イングランド
- 国際ラグビー選手会年間ベストトライ賞: ブライアン・オドリスコル  アイルランド

## 2009
- IRB年間最優秀選手賞: リッチー・マコウ  ニュージーランド
- IRB年間最優秀チーム賞:  南アフリカ共和国
- IRB年間最優秀監督賞: デクラン・キッドニー  アイルランド
- IRB最優秀ジュニア選手賞: アーロン・クルーデン  ニュージーランド
- IRBセブンズ最優秀選手賞: オーリー・フィリップス  イングランド
- ラグビースピリットアワード: ラクイラ・ラグビー  イタリア
- IRB女子年間最優秀人物賞: デビー・ホジキンソン  オーストラリア
- 国際ラグビー選手会特別功労賞: ケヴィン・マック・クランシー
- 国際ラグビー選手会年間ベストトライ賞: ジャック・フォーリー  南アフリカ共和国

## 2010
- IRB年間最優秀選手賞: リッチー・マコウ  ニュージーランド
- IRB年間最優秀チーム賞:  ニュージーランド
- IRB年間最優秀監督賞: グラハム・ヘンリー  ニュージーランド
- IRB最優秀ジュニア選手賞: ジュリアン・サヴェア  ニュージーランド
- IRBセブンズ最優秀選手賞: ミカエラ・ペサミノ  サモア
- 功労賞（バーノン・ピュー賞）:  ジャンクロード・バクエ  フランス
- ラグビースピリットアワード: ヴィレーズRC  アルゼンチン
- IRB女子年間最優秀人物賞: カーラ・ホヘパ  ニュージーランド
- IRBディベロップメントアワード: ブライアン・オシェイ  アイルランド
- IRB年間最優秀レフリー賞: コリン・ハイ
- 国際ラグビー選手会年間ベストトライ賞: クリス・アシュトン  イングランド

## 2011
- IRB年間最優秀選手賞: ティエリー・デュソトワール  フランス
- IRB年間最優秀チーム賞:  ニュージーランド
- IRB年間最優秀監督賞: グラハム・ヘンリー  ニュージーランド
- IRB最優秀ジュニア選手賞: ジョージ・フォード  イングランド
- IRBセブンズ最優秀選手賞: セシル・アフリカ  南アフリカ共和国
- 功労賞（バーノン・ピュー賞）:  ジョック・ホッブズ  ニュージーランド
- ラグビースピリットアワード: ウォーデン・スプーン・ソサエティー  イギリス
- IRB女子年間最優秀人物賞: ルース・ミッチェル  ニュージーランド
- IRBディベロップメントアワード: ルーキー・ラグビー  アメリカ合衆国
- IRB年間最優秀レフリー賞: キース・ローレンス  ニュージーランド
- 国際ラグビー選手会特別功労賞: ジョージ・スミス  オーストラリア
- 国際ラグビー選手会年間ベストトライ賞: ラディキ・サモ  オーストラリア
- IRBラグビー殿堂: 
  - ロジャー・バンダーフィールズ  オーストラリア　
  - リチャード・リトルジョン  ニュージーランド　
  - ニコラス・シーハディー  オーストラリア
  - ジョン・キャンドル・カーペンター  イングランド
  - デヴィッド・カーク  ニュージーランド
  - ニック・ファール・ジョーンズ  オーストラリア
  - フランソワ・ピエール  南アフリカ共和国
  - マーティン・ジョンソン  イングランド
  - ジョン・スミット  南アフリカ共和国
  - ブライアン・ロチョレ  ニュージーランド
  - ボブ・ドワイヤー  オーストラリア
  - キッチ・クリスティ  南アフリカ共和国
  - ロッド・マックイーン  オーストラリア
  - クライヴ・ウッドワード  イングランド
  - ジェイク・ホワイト  南アフリカ共和国
  - ガレス・リーズ  カナダ
  - アガスティン・ピチョット  アルゼンチン
  - ブライアン・リマ  サモア
  - ジョナ・ロムー  ニュージーランド

## 2012
- IRB年間最優秀選手賞: ダン・カーター  ニュージーランド
- IRB年間最優秀チーム賞:  ニュージーランド
- IRB年間最優秀監督賞: スティーブ・ハンセン  ニュージーランド
- IRBセブンズ最優秀選手賞: トマシ・キャマ  ニュージーランド
- IRBディベロップメントアワード: 南アフリカラグビー協会  南アフリカ共和国
- IRB年間最優秀レフリー賞: パール・ドブソン  南アフリカ共和国
- IRB最優秀ジュニア選手賞: ジャン・サーフォンテイン  南アフリカ共和国
- 功労賞（バーノン・ピュー賞）:  ビオレル・モラリュー  ルーマニア
- ラグビースピリットアワード: リンジー・ヒルトン  カナダ
- 国際ラグビー選手会年間ベストトライ賞: ブライアン・ハバナ  南アフリカ共和国

## 2013
- IRB年間最優秀選手賞: キーラン・リード  ニュージーランド
- IRB年間最優秀チーム賞:  ニュージーランド
- IRB年間最優秀監督賞: スティーブ・ハンセン  ニュージーランド
- IRBセブンズ最優秀選手賞: ティム・ミケルセン  ニュージーランド
- IRB女子セブンズ最優秀選手賞: ケイラ・マカリスター  ニュージーランド
- IRB年間最優秀レフリー賞: ミシェル・ラムーリー  フランス
- 国際ラグビー選手会年間ベストトライ賞: ボーデン・バレット  ニュージーランド

## 2014
ノート: いくつかの賞は国際ラグビーフットボール評議会（IRB）がワールドラグビーに名称変更する11月19日以前に発表された。
- ワールドラグビー男子年間最優秀選手賞: ブロディ・レタリック  ニュージーランド
- ワールドラグビー年間最優秀チーム賞:  ニュージーランド
- ワールドラグビー年間最優秀コーチ賞: スティーブ・ハンセン  ニュージーランド
- IRBセブンズ最優秀選手賞: サミソニ・ヴィリヴィリ  フィジー
- IRB女子年間最優秀選手賞: マガリ・ハービー  カナダ
- IRB女子セブンズ最優秀選手賞: エミリー・チェリー  オーストラリア
- IRB最優秀ジュニア選手賞: ハンドレ・ポラード  南アフリカ共和国
- IRB年間最優秀レフリー賞: ボブ・フランシス  ニュージーランド
- 国際ラグビー選手会年間ベストトライ賞: フランソワ・ホーハート  南アフリカ共和国

## 2015
- ワールドラグビー男子年間最優秀選手賞: ダン・カーター  ニュージーランド
- ワールドラグビー年間最優秀チーム賞:  ニュージーランド
- ワールドラグビー年間最優秀コーチ賞: マイケル・チャイカ  オーストラリア
- ワールドラグビー年間最優秀新人賞: ネヘ・ミルナー＝スカッダー  ニュージーランド
- ワールドラグビー女子年間最優秀選手賞: ケンドラ・コックセッジ  ニュージーランド
- ワールドラグビー男子セブンズ年間最優秀選手賞: ヴェルナー・コック  南アフリカ共和国
- ワールドラグビー女子セブンズ年間最優秀選手賞: ポーシャ・ウッドマン   ニュージーランド
- ワールドラグビー最優秀レフリー賞: ナイジェル・オーウェンズ  ウェールズ
- IRPA年間ベストトライ賞: ジュリアン・サヴェア  ニュージーランド
- ラグビーワールドカップ2015ベストモーメント賞:  日本（対 南アフリカ共和国戦）
- 国際ラグビー選手会特別功労賞:
  - ブライアン・オドリスコル  アイルランド
  - ネーサン・シャープ  オーストラリア
- キャラクター賞:  パキスタンラグビー協会
- 功労賞（バーノン・ピュー賞）: ナイジェル・スターマースミス

## 2016
- ワールドラグビー男子年間最優秀選手賞: ボーデン・バレット  ニュージーランド
- ワールドラグビー年間最優秀チーム賞:  ニュージーランド
- ワールドラグビー年間最優秀コーチ賞: スティーブ・ハンセン  ニュージーランド
- ワールドラグビー年間最優秀新人賞: マロ・イトジェ  イングランド
- ワールドラグビー女子年間最優秀選手賞: サラ・ハンター  イングランド
- ワールドラグビー男子セブンズ年間最優秀選手賞: シアベロ・セナトラ  南アフリカ共和国
- ワールドラグビー女子セブンズ年間最優秀選手賞: シャルロッテ・キャスリック  オーストラリア
- ワールドラグビー最優秀レフリー賞:
  - アランブラ・ニエバス  スペイン
  - ラスタ・ラシベンゲ  南アフリカ共和国
- 国際ラグビー選手会年間ベストトライ賞: ジェイミー・ヒースリップ  アイルランド
- 国際ラグビー選手会特別功労賞: ジャン・デヴィリアス  南アフリカ共和国
- キャラクター賞: Rugby Opens Borders  オーストリア
- 功労賞（バーノン・ピュー賞）: シド・ミラー

## 2017
- ワールドラグビー男子年間最優秀選手賞: ボーデン・バレット  ニュージーランド
- ワールドラグビー年間最優秀チーム賞:  ニュージーランド
- ワールドラグビー年間最優秀コーチ賞: エディー・ジョーンズ   イングランド
- ワールドラグビー年間最優秀新人賞: リーコ・イオアネ  ニュージーランド
- ワールドラグビー女子年間最優秀選手賞: ポーシャ・ウッドマン  ニュージーランド
- ワールドラグビー男子セブンズ年間最優秀選手賞: ペリー・ベイカー  アメリカ合衆国
- ワールドラグビー女子セブンズ年間最優秀選手賞: ミカエラ・ブライド  ニュージーランド
- ワールドラグビー最優秀レフリー賞: ジョイ・ネヴィル  アイルランド
- 国際ラグビー選手会トライ・オブ・ザ・イヤー: ホアキン・トゥクレ  アルゼンチン
- 国際ラグビー選手会特別功労賞: リッチー・マコウ  ニュージーランド、レイチェル・ブァーフォード  イングランド
- キャラクター賞: エドゥアルド・オデリゴ  アルゼンチン
- 功労賞（バーノン・ピュー賞）: マルセル・マルタン  フランス

## 2018
- ワールドラグビー男子年間最優秀選手賞: ジョナサン・セクストン  アイルランド
- ワールドラグビー年間最優秀チーム賞:  アイルランド
- ワールドラグビー年間最優秀コーチ賞: ジョー・シュミット  アイルランド
- ワールドラグビー年間最優秀新人賞: アフィウェ・デャンティ  南アフリカ共和国
- ワールドラグビー女子年間最優秀選手賞: ジェシー・トレムリエ  フランス
- ワールドラグビー男子セブンズ年間最優秀選手賞: ペリー・ベイカー  アメリカ合衆国
- ワールドラグビー女子セブンズ年間最優秀選手賞: ミカエラ・ブライド  ニュージーランド
- ワールドラグビー最優秀レフリー賞: アンガス・ガードナー  オーストラリア
- 国際ラグビー選手会トライ・オブ・ザ・イヤー: ブロディ・レタリック  ニュージーランド
- 国際ラグビー選手会特別功労賞: スティーブン・ムーア  オーストラリア 、DJ・フォーブス  ニュージーランド
- キャラクター賞: ドディー・ウィアー  スコットランド
- 功労賞（バーノン・ピュー賞）: 森喜朗  日本
- スピリット・オブ・ラグビー賞: ジェイミー・アームストロング、ザ・クラン（スコットランド）

## 2019
- ワールドラグビー男子年間最優秀選手賞: ピーターステフ・デュトイ  南アフリカ共和国
- ワールドラグビー年間最優秀チーム賞:  南アフリカ共和国
- ワールドラグビー年間最優秀コーチ賞: ラシー・エラスムス  南アフリカ共和国
- ワールドラグビー年間最優秀新人賞: ロマン・ヌタマック  フランス
- ワールドラグビー女子年間最優秀選手賞: エミリー・スカアラット  イングランド
- ワールドラグビー男子セブンズ年間最優秀選手賞: ジュリー・トゥワイ  フィジー
- ワールドラグビー女子セブンズ年間最優秀選手賞: ルビー・トゥイ  ニュージーランド
- ワールドラグビー最優秀レフリー賞: ウェイン・バーンズ  イングランド
- 国際ラグビー選手会トライ・オブ・ザ・イヤー: TJ・ペレナラ  ニュージーランド
- 国際ラグビー選手会特別功労賞: ジェイミー・ヒースリップ  アイルランド
- キャラクター賞: 釜石市  日本
- 功労賞（バーノン・ピュー賞）: バーナード・ラパセット  フランス

## 2021
- ワールドラグビー男子15人制年間最優秀選手賞: アントワン・デュポン  フランス
- ワールドラグビー年間最優秀コーチ賞: サイモン・ミドルトン  イングランド
- ワールドラグビー年間最優秀新人賞: ウィル・ジョーダン  ニュージーランド
- ワールドラグビー女子15人制年間最優秀選手賞: ゾーイ・オルドクロフト  イングランド
- ワールドラグビー男子セブンズ年間最優秀選手賞: マルコス・モネタ  アルゼンチン
- ワールドラグビー女子セブンズ年間最優秀選手賞: アンネ＝セシール・シオファニ  フランス
- ワールドラグビー最優秀レフリー賞: アンドリュー・コール  オーストラリア
- 国際ラグビー選手会男子トライ・オブ・ザ・イヤー: ダミアン・ペノ  フランス
- 国際ラグビー選手会女子トライ・オブ・ザ・イヤー: エミリー・ブラー  フランス
- 功労賞（バーノン・ピュー賞）: ジャック・ローレンス  フランス

### ドリームチーム・オブ・ザ・イヤー
- 男子15人制ドリームチーム

1. ウィン・ジョーンズ  ウェールズ
2. マルコム・マークス  南アフリカ共和国
3. タイグ・ファーロング  アイルランド
4. マロ・イトジェ  イングランド
5. エベン・エツベス  南アフリカ共和国
6. シヤ・コリシ  南アフリカ共和国
7. マイケル・フーパー  オーストラリア
8. アーディー・サヴェア  ニュージーランド
9. アントワーヌ・デュポン  フランス
10. ボーデン・バレット  ニュージーランド
11. マカゾレ・マピンピ  南アフリカ共和国
12. サム・ケレビ  オーストラリア
13. ルカニョ・アム  南アフリカ共和国
14. ウィル・ジョーダン  ニュージーランド
15. スチュアート・ホッグ  スコットランド

- 女子15人制ドリームチーム

1. アンナエル・デエ  フランス
2. アガット・ソシャ  フランス
3. サラ・ベルン  イングランド
4. サフィ・ンディアイエ  フランス
5. アービー・ウォード  イングランド
6. ゾーイ・オルドクロフト  イングランド
7. カレン・パキン  カナダ
8. ポピー・クリール  イングランド
9. ロール・サナス  フランス
10. キャロライン・ドルアン  フランス
11. アビー・ダウ  イングランド
12. ベアトリーチェ・リゴーニ  イタリア
13. ステイシー・フルーレー  ニュージーランド
14. キャロリン・ブジャー  フランス
15. ジャスミン・ジョイス  ウェールズ

## 2022
- ワールドラグビー男子15人制年間最優秀選手賞: ジョシュ・バンダーフリアー  フランス
- ワールドラグビー女子15人制年間最優秀選手賞: ルアヘイ・デマント  ニュージーランド
- ワールドラグビー年間最優秀コーチ賞: ウェイン・スミス  ニュージーランド
- ワールドラグビー男子15人制年間最優秀新人賞: アンジェ・カプオッツォ  イタリア
- ワールドラグビー女子15人制年間最優秀新人賞: ルビー・トゥイ  ニュージーランド
- ワールドラグビー男子セブンズ年間最優秀選手賞: テリー・ケネディ  アイルランド
- ワールドラグビー女子セブンズ年間最優秀選手賞: シャルロッテ・キャスリック  オーストラリア
- ワールドラグビー最優秀レフリー賞: タッペ・ヘニング  南アフリカ
- 功労賞（バーノン・ピュー賞）: ファラ・パーマー  ニュージーランド
- 国際ラグビー選手会特別功労賞: ブライアン・ハバナ  南アフリカ共和国
- 国際ラグビー選手会男子トライ・オブ・ザ・イヤー: ロドリゴ・フェルナンデス  チリ
- 国際ラグビー選手会女子トライ・オブ・ザ・イヤー: アビー・ダウ  イングランド

### ドリームチーム・オブ・ザ・イヤー
- 男子15人制ドリームチーム

1. エリス・ゲンジ  イングランド
2. マルコム・マークス  南アフリカ共和国
3. タイグ・ファーロング  アイルランド
4. タイグ・バーン  アイルランド
5. サム・ホワイトロック  ニュージーランド
6. パブロ・マテラ  アルゼンチン
7. ジョシュ・バンダーフリアー  アイルランド
8. グレゴリー・アルドリット  フランス
9. アントワーヌ・デュポン  フランス
10. ジョナサン・セクストン  アイルランド
11. マリカ・コロインベテ  オーストラリア
12. ダミアン・デアレンデ  南アフリカ共和国
13. ルカニョ・アム  南アフリカ共和国
14. ウィル・ジョーダン  ニュージーランド
15. フレディ・スチュワード  イングランド

- 女子15人制ドリームチーム

1. ホープ・ロジャース  アメリカ合衆国
2. エミリー・ツットシ  カナダ
3. サラ・ベルン  イングランド
4. アービー・ウォード  イングランド
5. マドウッソウ・フォール  フランス
6. アレックス・マシューズ  イングランド
7. マリー・パッカー  イングランド
8. ソフィー・ド・ゲーテ  カナダ
9. ロール・サナス  フランス
10. ルアヘイ・デマント  ニュージーランド
11. ルビー・トゥイ  ニュージーランド
12. テリーサ・フィッツパトリック  ニュージーランド
13. エミリー・スコット  イングランド
14. ポーシャ・ウッドマン  ニュージーランド
15. アビー・ダウ  イングランド

## 2023
- ワールドラグビー男子15人制年間最優秀選手賞: アーディー・サヴェア  ニュージーランド
- ワールドラグビー女子15人制年間最優秀選手賞: マリー・パッカー  イングランド
- ワールドラグビー年間最優秀コーチ賞: アンディ・ファレル  アイルランド
- ワールドラグビー男子15人制年間最優秀新人賞: マーク・テレア  ニュージーランド
- ワールドラグビー女子15人制年間最優秀新人賞: ケイトリン・バハアコロ  ニュージーランド
- ワールドラグビー男子セブンズ年間最優秀選手賞: ロドリゴ・イスグロ  アルゼンチン
- ワールドラグビー女子セブンズ年間最優秀選手賞: タイラ・ネイサン・ウォン  ニュージーランド
- ワールドラグビー最優秀レフリー賞: デイヴィット・マックヒュー  アイルランド
- 功労賞（バーノン・ピュー賞）: ジョージ・ニジャラドゼ  ジョージア
- 国際ラグビー選手会特別功労賞: ジョン・スミット  南アフリカ共和国
- 国際ラグビー選手会男子トライ・オブ・ザ・イヤー: ドゥーハン・ファン・デル・メルヴァ  スコットランド
- 国際ラグビー選手会女子トライ・オブ・ザ・イヤー: ソフィア・ステファン  イタリア

### ドリームチーム・オブ・ザ・イヤー
- 男子15人制ドリームチーム

1. シリル・バイユ  フランス
2. ダン・シーハン  アイルランド
3. タイグ・ファーロング  アイルランド
4. エベン・エツベス  南アフリカ共和国
5. スコット・バレット  ニュージーランド
6. ケーラン・ドリス  アイルランド
7. シャルル・オリヴォン  フランス
8. アーディー・サヴェア  ニュージーランド
9. アントワーヌ・デュポン  フランス
10. リッチー・モウンガ  ニュージーランド
11. ウィル・ジョーダン  ニュージーランド
12. バンディー・アキ  アイルランド
13. ギャリー・リングローズ  アイルランド
14. ダミアン・プノー  フランス
15. トマ・ラモス  フランス

- 女子15人制ドリームチーム

1. クリスタル・マレー  ニュージーランド
2. ラーク・デーヴィス  イングランド
3. サラ・ベルン  イングランド
4. ゾーイ・オルドクロフト  イングランド
5. マイア・ルース  ニュージーランド
6. アレックス・マシューズ  イングランド
7. マリー・パッカー  イングランド
8. リアナ・ミカエレトゥウ  ニュージーランド
9. ポリーン・ブルドン・サナス  フランス
10. ルアヘイ・デマント  ニュージーランド
11. アビー・ダウ  イングランド
12. ガブリエル・バーニア  フランス
13. エイミー・デュプレシー  ニュージーランド
14. ルビー・トゥイ  ニュージーランド
15. エリー・キルダン  イングランド

## 2024
出典：
- ワールドラグビー男子15人制年間最優秀選手賞：ピーターステフ・デュトイ  南アフリカ共和国
- ワールドラグビー女子15人制年間最優秀選手賞：エリー・キルダン  イングランド
- ワールドラグビー年間最優秀コーチ賞：ジェローム・ダレー  フランス
- ワールドラグビー男子15人制年間最優秀新人賞：ウォレス・シティティ  ニュージーランド
- ワールドラグビー女子15人制年間最優秀新人賞：エリン・キング  アイルランド
- ワールドラグビー男子セブンズ年間最優秀選手賞：アントワーヌ・デュポン  フランス
- ワールドラグビー女子セブンズ年間最優秀選手賞： マディソン・レヴィ  オーストラリア
- 国際ラグビー選手会特別功労賞： ヴィッキー・コーンバーロウ  イングランド
- 国際ラグビー選手会男子トライ・オブ・ザ・イヤー： ノーラン・ル・ガレック  フランス
- 国際ラグビー選手会女子トライ・オブ・ザ・イヤー： マリン・メナジェ  フランス

### ドリームチーム・オブ・ザ・イヤー

#### 15人制
- 男子15人制ドリームチーム

1. オックス・ンチェ  南アフリカ共和国
2. マルコム・マークス  南アフリカ共和国
3. ティレル・ロマックス  ニュージーランド
4. エベン・エツベス  南アフリカ共和国
5. タイグ・バーン  アイルランド
6. パブロ・マテーラ  アルゼンチン
7. ピーターステフ・デュトイ  南アフリカ共和国
8. ケーラン・ドリス  アイルランド
9. ジャミソン・ギブソン＝パーク  アイルランド
10. ダミアン・マッケンジー  ニュージーランド
11. ジェームズ・ロウ  アイルランド
12. ダミアン・デアレンデ  南アフリカ共和国
13. ジェシー・クリエル  南アフリカ共和国
14. チェスリン・コルビ  南アフリカ共和国
15. ウィル・ジョーダン  ニュージーランド

- 女子15人制ドリームチーム

1. ホープ・ロジャース  アメリカ合衆国
2. ジョージア・ポンソンビー  ニュージーランド
3. モード・ミューア  イングランド
4. ゾーイ・オルドクロフト  イングランド
5. レティシア・ロイヤー  カナダ
6. Aoife Wafer  アイルランド
7. ソフィー・ド・ゲーテ  カナダ
8. アレックス・マシューズ  イングランド
9. ポリーン・ブルドン・サナス  フランス
10. ホーリー・アッチソン  イングランド
11. ケイトリン・バハアコロ  ニュージーランド
12. アレックス・テシエ  カナダ
13. シルビア・ブラント  ニュージーランド
14. アビー・ダウ  イングランド
15. エリー・キルダン  イングランド

#### セブンズ
- 男子セブンズドリームチーム

1. セルウィン・デービズ  南アフリカ共和国
2. アントワーヌ・デュポン  フランス
3. アーロン・グランディディエ  フランス
4. テリー・ケネディ  アイルランド
5. ネーサン・ローソン  オーストラリア
6. ポニパテ・ロンガニマシ  フィジー
7. マティアス・オサドクスク  アルゼンチン

- 女子セブンズドリームチーム

1. オリビア・アップス  カナダ
2. ミカエラ・ブライド  ニュージーランド
3. クリスティ・キルシュ  アメリカ合衆国
4. マディソン・レヴィ  オーストラリア
5. イロナ・マーハ  アメリカ合衆国
6. ジョージャ・ミラー  ニュージーランド
7. セラフィヌ・オカンバ  フランス